# 4882 Divari
4882 Divari è un asteroide della fascia principale. Scoperto nel 1977, presenta un'orbita caratterizzata da un semiasse maggiore pari a 2,4858963 UA e da un'eccentricità di 0,1013338, inclinata di 4,77945° rispetto all'eclittica.